# Nittorp
Nittorp är en tätort (mellan 2000 och 2018 småort) i Nittorps socken i Tranemo kommun, Sjuhäradsbygden i södra Västergötland.
Samhället genomkorsas av länsväg 156 och ligger vid östra sidan av Nygårdssjön. Strax norr om bebyggelsen ligger Nittorps kyrka.

## Befolkningsutveckling
| Befolkningsutvecklingen i Nittorp 2000–2020 | Befolkningsutvecklingen i Nittorp 2000–2020 | Befolkningsutvecklingen i Nittorp 2000–2020 | Befolkningsutvecklingen i Nittorp 2000–2020 | Befolkningsutvecklingen i Nittorp 2000–2020 |
| ------------------------------------------- | ------------------------------------------- | ------------------------------------------- | ------------------------------------------- | ------------------------------------------- |
|                                             |                                             |                                             |                                             |                                             |
| År                                          |                                             |                                             | Folkmängd                                   | Areal (ha)                                  |
| 2000                                        | 2000                                        |                                             | 191                                         | 259#                                        |
| 2005                                        | 2005                                        |                                             | 187                                         | 26#                                         |
| 2010                                        | 2010                                        |                                             | 168                                         | 26#                                         |
| 2015                                        | 2015                                        |                                             | 187                                         | 34#                                         |
| 2020                                        | 2020                                        |                                             | 200                                         | 35                                          |
| Anm.: # Som småort.                         |                                             |                                             |                                             |                                             |

## Idrott
Nittorp har ett hockeylag samt ett fotbollslag (damer) som spelar i division 1.

## Kända personer från Nittorp
- Erik Andersson (ishockeyspelare)
- Lucas Simonsson